# Euthyme Zigabène
Euthyme Zigabène est un moine byzantin né vers 1050 et mort en 1120 à Constantinople.
Moine au monastère de la Péribleptos, dans la capitale, il est surtout connu en tant qu'auteur de la Panoplie dogmatique. Cet ouvrage est un recueil de textes et d'auteurs des siècles passés qui expose les thèses principales de l'Église orthodoxe et réfute les principales hérésies ainsi que l'islam.
Ce livre est une commande de l'empereur Alexis Ier Comnène, sans doute autour de 1104, qui lutte à la fin du XIe siècle contre les développements de l'hérésie bogomile. Les thèses de celle-ci sont exposées dans l'œuvre d'Euthyme, qui semble-t-il a eu accès aux notes du secrétaire impérial d'Alexis devant qui le chef de la secte à Constantinople avait détaillé les principales croyances bogomiles. La préface du livre illustre parfaitement le rôle de champion de l'orthodoxie que l'empereur souhaite se donner. L'historien Nicétas Choniatès s'est inspiré de la Panoplie dogmatique pour la rédaction de son Trésor de l'orthodoxie.